# مركز الإصلاح والتأهيل بمدينة بدر
مركز الإصلاح والتأهيل بمدينة بدر هو مجمع سجون على مساحة 85 فدانا، يقع في مدينة بدر، مصر.

## مرافق السجن

### منطقة الاحتجاز
يضم المركز 3 مراكز فرعية تم إعدادها لاستقبال النزلاء الذين يقضون مددًا قصيرة أو ظروفهم لا تتيح لهم العمل في المواقع الإنتاجية التابعة لمراكز الإصلاح، حيث يتم التركيز على تأهيلهم مهنيًّا في المجالات المختلفة وصقل هواياتهم المتعلقة بالأعمال اليدوية وتسويقها لصالحهم وروعى في تصميمها توفير الأجواء الملائمة من حيث التهوية والإنارة الطبيعية والمساحات المناسبة وفقًا للمعايير الدولية بالإضافة إلى توفير أماكن لإقامة الشعائر الدينية وأماكن تتيح للنزلاء ممارسة هواياتهم، وساحات للتريض.

### مركز طبي
يضم المركز مركزًا طبيًّا مجهزًا بأحدث المعدات والأجهزة الطبية، بالإضافة إلى العيادات، ولأول مرة تم استحداث مركز لصحة المرأة يضم أحدث الأجهزة التشخيصية.

### مجمع المحاكم
يضم المركز مجمع المحاكم داخل المركز والذى تم إنشاؤه لتحقيق أقصى درجات التأمين ويضم 4 قاعات لجلسات المحاكمة منفصلة إداريًّا حتى يتم عقد جلسات علنية للنزلاء المحاكمين بها وتحقيق المناخ الآمن لمحاكمة عادلة يتمتع فيه النزيل بكافة حقوقه، وتوفير عناء الأنتقال للمحاكم المختلفة.